# Stella gigante
In astronomia, una stella gigante è una stella di grandi dimensioni e luminosità, a parità di temperatura superficiale, che si colloca nella parte alta del diagramma Hertzsprung-Russell e corrispondono alla classe di luminosità II e III. Le grandi dimensioni non implicano necessariamente una grande massa: la densità di una stella gigante è a volte molto bassa.
La terminologia di stella gigante e nana fu introdotta dall'astronomo danese Ejnar Hertzsprung nel 1905.

## Suddivisione
Vi sono due categorie principali: le stelle giganti blu, stelle massicce caratterizzate da un'alta temperatura superficiale, e le stelle giganti rosse, stelle evolute di massa piccola o grande. Da entrambe ha origine un intenso vento stellare, che le porta (soprattutto nel caso delle giganti rosse) a perdere una frazione notevole della loro massa col tempo.

### Giganti blu
Le giganti blu sono stelle estremamente rare: non solo se ne formano poche, ma la loro vita è anche molto breve (da qualche milione a qualche decina di milioni di anni), e quindi in ogni dato momento se ne trovano solo poche nel cielo. Si trovano quasi esclusivamente nelle associazioni OB, gruppi di stelle giovani e calde, perché non hanno avuto il tempo di allontanarsi dal loro luogo di nascita. Le loro orbite attorno alla galassia sono simili a quelle della nube molecolare da cui hanno avuto origine, e quindi quasi perfettamente circolari. Le giganti blu possono trovarsi ancora sulla sequenza principale, e quindi bruciare idrogeno, oppure essere in stadi più avanzati della loro vita e bruciare elementi più pesanti.

### Giganti rosse
Le giganti rosse sono più numerose, perché la maggior parte delle stelle attraversa questa fase negli ultimi stadi della loro vita. Anche il nostro Sole, tra circa cinque miliardi di anni, si gonfierà per diventare una gigante rossa. L'accresciuta luminosità della stella carbonizzerà tutti i pianeti interni, compresa la Terra.
Nessuna gigante rossa è di sequenza principale: la maggior parte sono di massa non elevata e stanno bruciando elio, finito il quale espelleranno gli strati esterni e si contrarranno in una nana bianca. Le più grandi possono bruciare elementi via via più pesanti fino al ferro, adottando una struttura interna a cipolla a strati, con gli strati più interni che si trovano ad una temperatura più elevata e bruciano elementi più pesanti. Tali stelle probabilmente esploderanno come supernove.

### Nane e supergiganti
Le stelle giganti si distinguono dalle stelle nane, che sono tutte quelle di sequenza principale (come il nostro Sole) o più piccole, e dalle stelle supergiganti, che sono invece di massa elevatissima e possono assumere tutti i colori dello spettro visibile a seconda della loro età, massa e composizione chimica.